# George Chichester (2e marquis de Donegall)
George Augustus Chichester, 2e marquis de Donegall (14 août 1769 - 5 octobre 1844) est un homme politique anglo-irlandais.

## Biographie
Il est né dans une famille d’aristocrates d’Ulster à St James, Westminster, et représente Carrickfergus à la Chambre des communes irlandaise pendant moins d’un an avant de succéder à son père, Arthur Chichester comme deuxième marquis de Donegall en 1799.
Il est admis au Conseil privé d'Irlande en 1803 et est ensuite lord-lieutenant de Donegal de 1831 jusqu'à sa mort. Il est également fait chevalier de l'ordre de Saint-Patrick en 1821 à l'occasion de la visite du roi George IV en Irlande,.
Après une longue vie de joueur, il épouse la fille d’Edward May, prêteur d’argent et propriétaire d’une maison de jeu. Cela a peut-être été un accord pour rembourser certaines dettes. En 1818, on découvre qu'Anna May est illégitime et qu'elle était mineure lorsqu'elle s'est mariée. Une loi de 1753 rendait le mariage invalide, ce qui aurait déshérité les enfants des titres. Des procédures sont mises en place pour résoudre la situation, mais c'est l'acte de mariage modifié en 1822 qui permet à son fils aîné, George Chichester (3e marquis de Donegall) de conserver l'héritage.
Lord Donegall meurt lourdement endetté en 1844 à son domicile d'Ormeau, comté de Down (qui constituait la base du chemin Ormeau), et est enterré à l'église St Nicholas, Carrickfergus .